# Åsele
64°9′39″N 17°21′10″Ø / 64.16083°N 17.35278°Ø
Åsele er en by i Västerbottens län i den sydligste del af landskapet Lappland i  Sverige. Den er administrationsby i Åsele kommun, og i 2010 havde byen  	1.798  indbyggere .  
Åsele ligger ca. 165 km vest for Umeå.  Ångermanälven løber gennem Åsele, som er et gammelt centrum for administration og erhvervsliv. 
Hvert  år afholdes i byen Sveriges største kræmmermarked, Åsele marknad, hvis historie går tilbage til midten af 1600-tallet . Markedet besøges  hvert år af omkring  150.000 gæster, over de 4 dage det varer.

## Eksterne kilder og henvisninger
1. ↑  Tätorter; arealer, befolkning”. Statistiska centralbyrån. Läst 16 juni 2011.
2. ↑  "Markedets historie". Arkiveret fra originalen 20. august 2013. Hentet 27. januar 2013.